# Colin Kenny
Cet article concerne le sénateur canadien. Pour l'acteur irlandais, voir Colin Kenny (acteur).
Colin Kenny (né à Montréal le 10 décembre 1943) est un sénateur canadien.

## Biographie
La carrière politique de Kenny débute en 1968 alors qu'il est directeur exécutif du Parti libéral du Canada en Ontario. Il est employé du cabinet du premier ministre de 1970 à 1979, et atteint le poste de conseilleur politique et assistant-secrétaire principal du premier ministre Pierre Elliott Trudeau.
Suivant la défaite du gouvernement libéral aux élections de 1979, il travaille en tant que cadre de Dome Petroleum, jusqu'à sa nomination au Sénat sur la recommandation de Trudeau en 1984.
En tant que membre de la chambre haute, Kenny a été actif dans la création de législations anti-tabac et des législations encourageant l'utilisation d'alternatives aux combustibles fossiles. Il a également représenté le Canada en tant que délégué à l'Organisation de coopération et de développement économiques (OCDE) et à la Banque européenne pour la reconstruction et le développement (BERD).